# Oncocnemis iranica
Oncocnemis iranica là một loài bướm đêm trong họ Noctuidae.